# Хипфингер, Карл
Карл Хипфингер (нем. Karl Hipfinger, 18 октября 1905 — 20 апреля 1984) — австрийский тяжелоатлет, призёр Олимпийских игр, чемпион Европы.
Карл Хипфингер родился в 1905 году в Вене. В 1928 году принял участие в Олимпийских играх в Амстердаме, но не завоевал медалей. В 1929 году выиграл чемпионат Европы, на чемпионате Европы 1930 года занял третье место. В 1932 году на Олимпийских играх в Лос-Анджелесе стал обладателем бронзовой медали. В 1934 году завоевал бронзовую медаль чемпионата Европы.